# Assassin's Creed: Bloodlines
Assassin's Creed: Bloodlines é um jogo eletrônico lançado exclusivamente para o portátil PlayStation Portable, e faz parte da série Assassin's Creed, ambientado entre os eventos do primeiro jogo da série e Assassin's Creed II. O jogo foi desenvolvido pela Ubisoft Montreal em conjunto com a Griptonite Games e  publicado pela Ubisoft em 17 de novembro de 2009 na América do Norte e 20 de novembro do mesmo ano na Europa.

## Jogabilidade
Assassin's Creed é um jogo de ação-aventura implementado com elementos de stealth, no qual o jogador primariamente assume o papel de Altaïr durante a experiência de Desmond, da mesma maneira que em Assassin's Creed. Ao contrário do spin-off anterior da série, Assassin's Creed: Altaïr's Chronicles, para Nintendo DS, o jogo trará uma jogabilidade semelhante ao jogo original, com a qual os jogadores serão capazes de percorrer um mundo aberto com jogabilidade não-linear, permitindo-os a andar pela ilha livremente. O elemento de stealth deste jogo pode ser alcançado ao manter-se fora da vista dos inimigos e misturando-se com o ambiente, utilizando esconderijos como carroças com feno, por exemplo.

## Enredo
Assassin's Creed: Bloodlines se passa antes dos eventos de Assassin's Creed II, mas após os eventos do primeiro jogo da série. O jogo é ambientado na ilha de Chipre, onde os jogadores tomam o papel de Altaïr, o protagonista original da série. Altaïr saiu da Terra Santa (que foi o local do primeiro jogo) em direção a Chipre para assassinar os últimos remanecentes dos templários, o que é a premissa do jogo. O jogo será usado para explicar a conexão entre três personagens principais da série: Altaïr Ibn La-Ahad, Desmond Miles (descendente de Altaïr) e Ezio Auditore da Firenze (personagem principal de Assassin's Creed II).